# Igal (Hungría)
Igal es una ciudad situada en el condado de Somogy, Hungría. Tiene una población estimada, a inicios de 2022, de 1336 habitantes.

## Turismo
La localidad es una destino turística muy importante: aquí se encuentra uno de los balnearios más famosos de Hungría. El balneario, que tiene aguas termales de 81 °C de temperatura, fue abierto en 1962.
Tiene una iglesia construida en el siglo XVIII y una capilla (renovada en 2014).